# Gare de Munkzwalm
La gare de Munkzwalm (en néerlandais : station Munkzwalm) est une halte ferroviaire belge de la ligne 89, de Courtrai à Denderleeuw située à Munkzwalm sur la commune de Zwalin (en néerlandais : Zwalm) , dans la province de Flandre Orientale en Région flamande.
C'est un point d'arrêt non gardé (PANG) de la Société nationale des chemins de fer belges (SNCB) desservi par des trains InterCity, Omnibus (L), Suburbains (S3 et S8) et d'Heure de pointe (P).

## Histoire

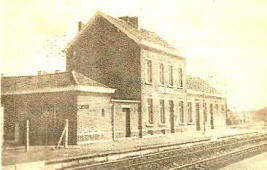
Bâtiment type 1893.

Le point d'arrêt de Munckswalm est mis en service le 21 septembre 1886 par l'Administration des chemins de fer de l’État belge sur la ligne de Denderleeuw à Courtrai, en service depuis 1868. Elle accède au rang de halte ouverte à tous les trafics le 1er octobre 1902.
Redevenue un point d'arrêt, elle n'est plus desservie les week-ends à partir de 1994. Cette desserte a été restaurée depuis sous la forme de trains IC qui circulaient déjà en 2009.

## Service des voyageurs

### Accueil
Halte SNCB, c'est un point d'arrêt non géré (PANG) à accès libre. L'achat des tickets s'effectue un automate de vente. Un parking pour les voitures et un vaste abri pour les vélos se trouve à proximité.
La traversée des voies s'effectue par un tunnel sous voies accessible aux personnes à mobilité réduite ainsi que par le passage à niveau.

### Desserte
Munkzwalm est desservie par des trains InterCity, Omnibus (L), Suburbains (S3, S8) et d'Heure de pointe (P) de la SNCB circulant sur la ligne commerciale 89 : Denderleeuw - Courtrai (voir brochure SNCB).
3N semaine, la desserte régulière est constituée de trains L reliant, toutes les heures, Courtrai à Zottegem, via Audernade.
Plusieurs trains supplémentaires (P ou S) circulent en heure de pointe : le matin, un unique train S3 d’Audenarde à Termonde via Bruxelles, un unique train S8 d'Audenarde à Bruxelles, trois trains P de Courtrai à Zottegem et deux dans le sens contraire ; l’après-midi, un aller-retour de trains P Zottegem - Courtrai, un unique train P de Poperinge à Zottegem et un S3 de Bruxelles-Nord à Audenarde.
Le week-end et les jours fériés, Munkzwalm est desservie, toutes les heures, par des trains IC reliant Bruxelles-Aéroport-Zaventem à Courtrai et continuant ensuite vers Ostende.

## Comptage voyageurs
Ce graphique et tableau montre le nombre de voyageurs embarquant en moyenne durant la semaine, le samedi et le dimanche.
| Nombre de passagers qui embarquent à la gare de Munkzwalm | Nombre de passagers qui embarquent à la gare de Munkzwalm | Nombre de passagers qui embarquent à la gare de Munkzwalm | Nombre de passagers qui embarquent à la gare de Munkzwalm |
|                                                           | Semaine                                                   | Samedi                                                    | Dimanche                                                  |
| --------------------------------------------------------- | --------------------------------------------------------- | --------------------------------------------------------- | --------------------------------------------------------- |
| 1977                                                      | 402                                                       | 37                                                        | 23                                                        |
| 1978                                                      | 627                                                       | 27                                                        | 16                                                        |
| 1979                                                      | 373                                                       | 37                                                        | 30                                                        |
| 1980                                                      | 359                                                       | 28                                                        | 12                                                        |
| 1981                                                      | 429                                                       | 27                                                        | 27                                                        |
| 1982                                                      | 332                                                       | 24                                                        | 38                                                        |
| 1983                                                      | 403                                                       | 22                                                        | 28                                                        |
| 1984                                                      | 433                                                       | 31                                                        | 41                                                        |
| 1985                                                      | 442                                                       | 50                                                        | 50                                                        |
| 1986                                                      | 468                                                       | 60                                                        | 43                                                        |
| 1987                                                      | 462                                                       | 52                                                        | 39                                                        |
| 1988                                                      | 427                                                       | 52                                                        | 24                                                        |
| 1989                                                      | 480                                                       | 43                                                        | 28                                                        |
| 1990                                                      | 433                                                       | 40                                                        | 43                                                        |
| 1991                                                      | 435                                                       | 33                                                        | 26                                                        |
| 1992                                                      | 466                                                       | 37                                                        | 21                                                        |
| 1993                                                      | 473                                                       | 32                                                        | 22                                                        |
| 1994                                                      | 472                                                       | -                                                         | -                                                         |
| 1995                                                      | 406                                                       | -                                                         | -                                                         |
| 1996                                                      | 423                                                       | -                                                         | -                                                         |
| 1997                                                      | 406                                                       | -                                                         | -                                                         |
| 1998                                                      | 418                                                       | 105                                                       | 54                                                        |
| 1999                                                      | 382                                                       | 63                                                        | 44                                                        |
| 2000                                                      | 340                                                       | 53                                                        | 56                                                        |
| 2001                                                      | 428                                                       | 56                                                        | 60                                                        |
| 2002                                                      | 364                                                       | 66                                                        | 46                                                        |
| 2003                                                      | 360                                                       | 74                                                        | 44                                                        |
| 2004                                                      | 294                                                       | 77                                                        | 42                                                        |
| 2005                                                      | 317                                                       | 92                                                        | 76                                                        |
| 2006                                                      | 325                                                       | 88                                                        | 77                                                        |
| 2007                                                      | 348                                                       | 88                                                        | 74                                                        |
| 2008                                                      | -                                                         | -                                                         | -                                                         |
| 2009                                                      | 326                                                       | 79                                                        | 58                                                        |
| 2010                                                      | -                                                         | -                                                         | -                                                         |
| 2011                                                      | -                                                         | -                                                         | -                                                         |
| 2012                                                      | 337                                                       | 95                                                        | 70                                                        |
| 2013                                                      | 347                                                       | 89                                                        | 95                                                        |
| 2014                                                      | 336                                                       | 83                                                        | 159                                                       |
| 2015                                                      | 247                                                       | 70                                                        | 72                                                        |
| 2016                                                      | 291                                                       | 97                                                        | 104                                                       |
| 2017                                                      | 289                                                       | 121                                                       | 118                                                       |
| 2018                                                      | 279                                                       | 97                                                        | 94                                                        |
| 2019                                                      | 225                                                       | 70                                                        | 80                                                        |
| 2020                                                      | 178                                                       | 71                                                        | 53                                                        |
| 2021                                                      | -                                                         | -                                                         | -                                                         |
| 2022                                                      | 315                                                       | 115                                                       | 109                                                       |
| 2023                                                      | 283                                                       | 79                                                        | 74                                                        |
| 2024                                                      | 299                                                       | 120                                                       | 106                                                       |

## Patrimoine ferroviaire
La gare de Munkzwalm possède un bâtiment type 1893, reconverti en habitation avec un bar dans l'ancienne aile des voyageurs. Il s'agit d'une variante fort dépouillée de ce plan type avec une façade en brique rouge (repeinte après sa réaffectation), des linteaux droits en pierre surmontés d'arcs de décharge et un simple bandeau de pierre sous les seuils de fenêtres du rez-de-chaussée.